# Communauté de communes Fave, Meurthe, Galilée
La communauté de communes Fave, Meurthe, Galilée est une ancienne communauté de communes française, située dans le département des Vosges en région Grand Est.

## Histoire
La communauté de communes est née le 1er janvier 2014 de la fusion des 3 communautés de communes de la Fave et Meurthe, du Val de Galilée et de la Fave, et de l'intégration de la commune isolée d'Entre-deux-Eaux,.
Elle fusionne avec cinq autres communautés de communes (Communauté de communes de la Vallée de la Plaine, Communauté de communes des Hauts Champs, Communauté de communes de Saint-Dié-des-Vosges, Communauté de communes du Pays des Abbayes et Communauté de communes du Val de Neuné) pour former la communauté d'agglomération de Saint-Dié-des-Vosges au 1er janvier 2017.

## Composition
Elle était composée de 23 communes :
| Nom                   | Code Insee | Gentilé            | Superficie (km2) | Population (dernière pop. légale) | Densité (hab./km2) |
| --------------------- | ---------- | ------------------ | ---------------- | --------------------------------- | ------------------ |
| Remomeix (siège)      | 88386      |                    | 4,73             | 473 (2014)                        | 100                |
| Ban-de-Laveline       | 88032      | Ban-de-Lavelinois  | 26,45            | 1 266 (2014)                      | 48                 |
| Bertrimoutier         | 88054      | Bertrimonastériens | 3,72             | 306 (2014)                        | 82                 |
| Le Beulay             | 88057      | Beulésiens         | 2,40             | 112 (2014)                        | 47                 |
| Coinches              | 88111      | Conchois           | 5,69             | 350 (2014)                        | 62                 |
| Colroy-la-Grande      | 88112      | Colréens           | 11,86            | 535 (2013)                        | 45                 |
| Combrimont            | 88113      | Combrimontais      | 5,21             | 147 (2014)                        | 28                 |
| La Croix-aux-Mines    | 88120      | Cruciminois        | 16,80            | 525 (2014)                        | 31                 |
| Entre-deux-Eaux       | 88159      |                    | 8,47             | 524 (2014)                        | 62                 |
| Frapelle              | 88182      |                    | 4,55             | 204 (2014)                        | 45                 |
| Gemaingoutte          | 88193      |                    | 3,90             | 131 (2014)                        | 34                 |
| La Grande-Fosse       | 88213      |                    | 6,79             | 112 (2014)                        | 16                 |
| Lesseux               | 88268      |                    | 2,94             | 182 (2014)                        | 62                 |
| Lubine                | 88275      |                    | 14,85            | 212 (2014)                        | 14                 |
| Lusse                 | 88276      | Lussois            | 19,49            | 437 (2014)                        | 22                 |
| Nayemont-les-Fosses   | 88320      | Nayemontais        | 8,91             | 845 (2014)                        | 95                 |
| Neuvillers-sur-Fave   | 88326      |                    | 5,12             | 344 (2014)                        | 67                 |
| Pair-et-Grandrupt     | 88341      |                    | 4,58             | 545 (2014)                        | 119                |
| La Petite-Fosse       | 88345      |                    | 5,04             | 83 (2014)                         | 16                 |
| Provenchères-sur-Fave | 88361      | Provenchérois      | 7,27             | 890 (2013)                        | 122                |
| Raves                 | 88375      |                    | 4,02             | 456 (2014)                        | 113                |
| Sainte-Marguerite     | 88424      | Margaritains       | 5,55             | 2 369 (2014)                      | 427                |
| Wisembach             | 88526      |                    | 11,30            | 406 (2014)                        | 36                 |

## Administration
| Période      | Période       | Identité     | Étiquette | Qualité                                    |
| ------------ | ------------- | ------------ | --------- | ------------------------------------------ |
| janvier 2014 | décembre 2016 | Patrice Fève |           | Maire de Nayemont-les-Fosses (depuis 2001) |